# Rattus steini foersteri
Rattus steini foersteri is een ondersoort van de rat Rattus steini die voorkomt op het Huonschiereiland van Nieuw-Guinea, van 1160 tot 2000 m hoogte.
Het is een middelgrote rat met een zachte vacht. De rug is donkerbruin, de buik grijs, vaak met een witte borstvlek. De oren zijn bruin, net als de staart, maar de voeten zijn wit. Vrouwtjes hebben 2+2=8 mammae. De kop-romplengte bedraagt 132 tot 180 mm, de staartlengte 120 tot 171 mm en de achtervoetlengte 33 tot 38 mm. Jonge dieren hebben een zachtere vacht zonder stekels.